# Силва, Густаво Энрик да
Густа́во Э́нрик да Си́лва (порт.-браз. Gustavo Henric da Silva; род. 1997, Кампу-Ларгу, Парана), более известный как Густаво Москито (порт. Gustavo Mosquito) — бразильский футболист, нападающий клуба «Коринтианс».

## Клубная карьера
Родился в Кампу-Ларгу. В 9 лет присоединился к академии клуба «Коритиба». В мае 2016 года, продлили свой контракт с клубом до сентября 2018. В сезоне 2016/2017 чемпионата Бразилии до 20 лет забил 9 голов и стал лучшим бомбардиром в сезоне. В сезоне 2018, стал игроком основной команды. 8 октября 2018 года, подписал контракт с клубом «Коринтианс». 20 января 2019 года, дебютировал в матче против «Сан-Каэтано» в лиге Паулиста.

## Достижения
- Чемпионат штата Сан-Паулу: 2019[англ.]